# تشينبي
تشينبي أو شين بي أو تشيمبي (بالحروف الصينية المبسطة: 陈皮 بالحروف الصينية التقليدية: 陳皮 بينيين: chénpí ترجمة حرفية: القشر المحفوظ) هو قشر اليوسفي المجفف بالشمس ويستخدم كتوابل تقليدية في الطبخ الصيني والطب التقليدي. تعتق عن طريق تخزينها جافة. الطعم حلو قليلاً في أولًا، لكن المذاق لاذع ومُر. ووفقا لطب الأعشاب الصيني طبيعته دافئة. التشينبي له اسم شائع، «جو باي» أو قشر البرتقال اليوسفي.
يحتوي التشينبي على الزيوت الطيارة والتي تشمل المركبات الكيميائية نوبليتين، هيسبيريدين، نيوهيسبيريدين، تنجيريدين، سيتروميتين، سينفرين، كاروتين، كريبتوزانتين، اينوزيتول، فيتامين ب1، وفيتامين سي. يستخدم الطب الصيني التقليدي بالأعشاب مستخلصات الكحول من عدة أنواع من قشور الحمضيات، بما في ذلك المستخرج من اليوسفي والبرتقال المر.

## الوصف

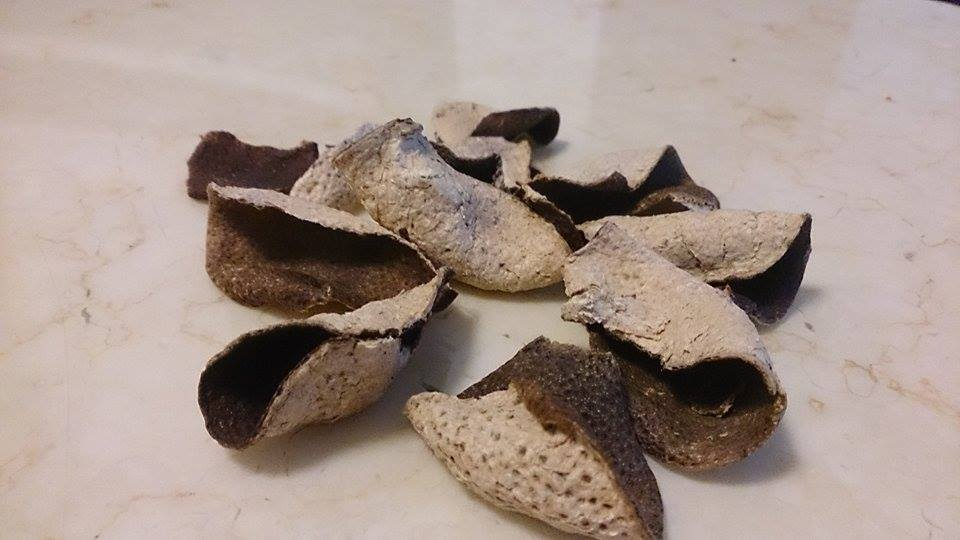
قشور اليوسفي المجففة بالشمس (تشينبي)

نظرًا لأن المنتجات المنتجة في شينهوي يُزعم أنها أفضل جودة، فغالبًا ما يطلق عليها شينهوي بي أو قوانغ تشن بي. يتم تقطيعها عادة إلى أجزاء قبل تحضيرها وتقديمها في شكلها الخام.   

## التاريخ
نشأت ممارسة استخدام قشور الحمضيات في الطب الصيني التقليدي من عهد أسرة سونغ واستمرت لمدة سبعمائة عام. حظيت التشينبي بشعبية كبيرة خلال سلالات مينغ وتشينغ. تم شحنه إلى مقاطعات أجنبية بواسطة رجال أعمال من شينهوي في غوانغدونغ. وصف الطبيب المشهور من أسرة تشينغ يُدعى يي غوي (1667-1746) التشينبي كأحد المكونات في «إرتشين تانغ»، وهو مغلي يتكون من عقارين قديمين. جلبت صناعة التشينبي الثراء لفلاحي شينهوي وامتدت الصناعة أيضًا إلى معالجة الأغذية، والمناطق اللوجستية التي تشكل سلسلة إنتاج الغذاء. ومع ذلك، كان هناك انخفاض في أعمال التشينبي في التسعينيات حتى أواخر عام 2002 عندما ساعد مزارعو التشينبي في إنشاء جمعية التشينبي الصناعية بدعم من مكتب الزراعة واتحاد الأعمال بشينهوي، واستعادت التشينبي شعبيتها منذ ذلك الحين.

## أسلوب الإنتاج
يُعرف تشينبي شينهوي بتقنية الإنتاج الخاصة بها، حيث يتم التركيز على طرق التقشير والتخزين. يمكن للناس أيضًا القيام بذلك في المنزل.

## التجهيز
قبل الاستهلاك، ينقع التشينبي وتشطف بالماء البارد حتى تصبح طرية؛ ينصح بأن لا تزيد مدة النقع عن نصف ساعة بهدف الاحتفاظ بنكهتها. بعد ذلك، يتم كشط اللب الأبيض برفق من القشرة اللينة.

## الاستخدامات

### أطباق
تستخدم بعض حلويات تونغ سوي مثل حساء الفاصوليا الحمراء هذا المكون من حين لآخر. يستخدم التشينبي في صنع طبق دجاج البرتقال الهوناني. يمكن استخدامه أيضًا لأنواع أخرى من الأطعمة والمشروبات مثل العصيدة والبط والحمام  كعك القمر وحساء الفاصوليا الخضراء والمربى والنبيذ. يمكن أيضًا تحضير الشاي المشبع بنقع التشينبي.

### الدواء
التشينبي هو عنصر شائع في الطب الصيني التقليدي، حيث يُعتقد أنه ينظم التشي (أو كي)، ويقوي الطحال، ويزيل الرطوبة، ويحسن انتفاخ البطن، ويعزز الهضم، ويقلل من البلغم. هناك دواء مشهور مشتق من التشينبي يسمى «مرارة الأفعى ومسحوق قشر اليوسفي». يستخدم المسحوق لاضطرابات القلب.

#### الاحتياطات
يحث الطب الصيني التقليدي على توخي الحذر عند استخدام التشنبي عند ظهور أعراض حمراء مثل اللسان الأحمر أو احمرار في الوجه.

## التوفر
قشر الحمضيات الكامل متاح بسهولة في معظم أسواق الأعشاب ومتاجر المواد الغذائية المتخصصة. تبيع بعض المتاجر أيضًا كبسولات أو مسحوق قشر الحمضيات.
بدءًا من عام 2010 تقريبًا، أدى التطوير المكثف للأراضي للاستخدام التجاري والسكني في الصين إلى انخفاض الأراضي الزراعية، خاصة في شينهوي، مما أثر على إمدادات حمضيات شينهوي وبالتالي إنتاج التشينبي. وقد ساهم هذا بدوره في زيادة حادة في سعر التشينبي. استنادًا إلى البيانات في أواخر عام 2014، تبلغ تكلفة تشينبي شينهوي المُعمر عامًا واحدًا حوالي 140 دولار هونغ كونغ للكيلوغرام، أما المعمر إلى 10 سنوات فيكلف 600 إلى 800 دولار هونغ كونغ للكيلوغرام. يمكن أن يصل مخزون التشينبي لأكثر من 20 عامًا إلى ما يقرب من 24000 يوان صيني لكل كيلوغرام. تبلغ تكلفة التشينبي البالغة من العمر 65 عامًا 23000 يوان صيني لكل تهيل (وزن- يعادل 50 قرام تقريبًا). سعر جملة التشنبي يكلف 40 إلى 70 دولار هونغ كونغ للرطل الواحد.